# Вальменрот
Вальменрот (нем. Wallmenroth) — община в Германии, в земле Рейнланд-Пфальц. 
Входит в состав района Альтенкирхен-Вестервальд. Подчиняется управлению Бецдорф.  Население составляет 1270 человек (на 31 декабря 2010 года). Занимает площадь 3,85 км².